# Dermestes carnivorus
Dermestes carnivorus es una especie de escarabajo de piel del género Dermestes, orden Coleoptera. Fue descrita por Fabricius en 1775.

## Descripción
Mide 6,5-8,5 mm de longitud.

## Distribución y hábitat
Especie originaria del Neotrópico, se distribuye por varios países de América Central, Europa y Asia, en México y Estados Unidos (desde Arizona hasta Texas). También se ha reportado en Australia. Especie sinantrópica, se le considera una plaga en Reino Unido.